# کفر مندا
کفر مندا (به لاتین: Kafr Manda) یک منطقهٔ مسکونی در اسرائیل است که در شمال واقع شده‌است.